# Ca’ Corner della Regina

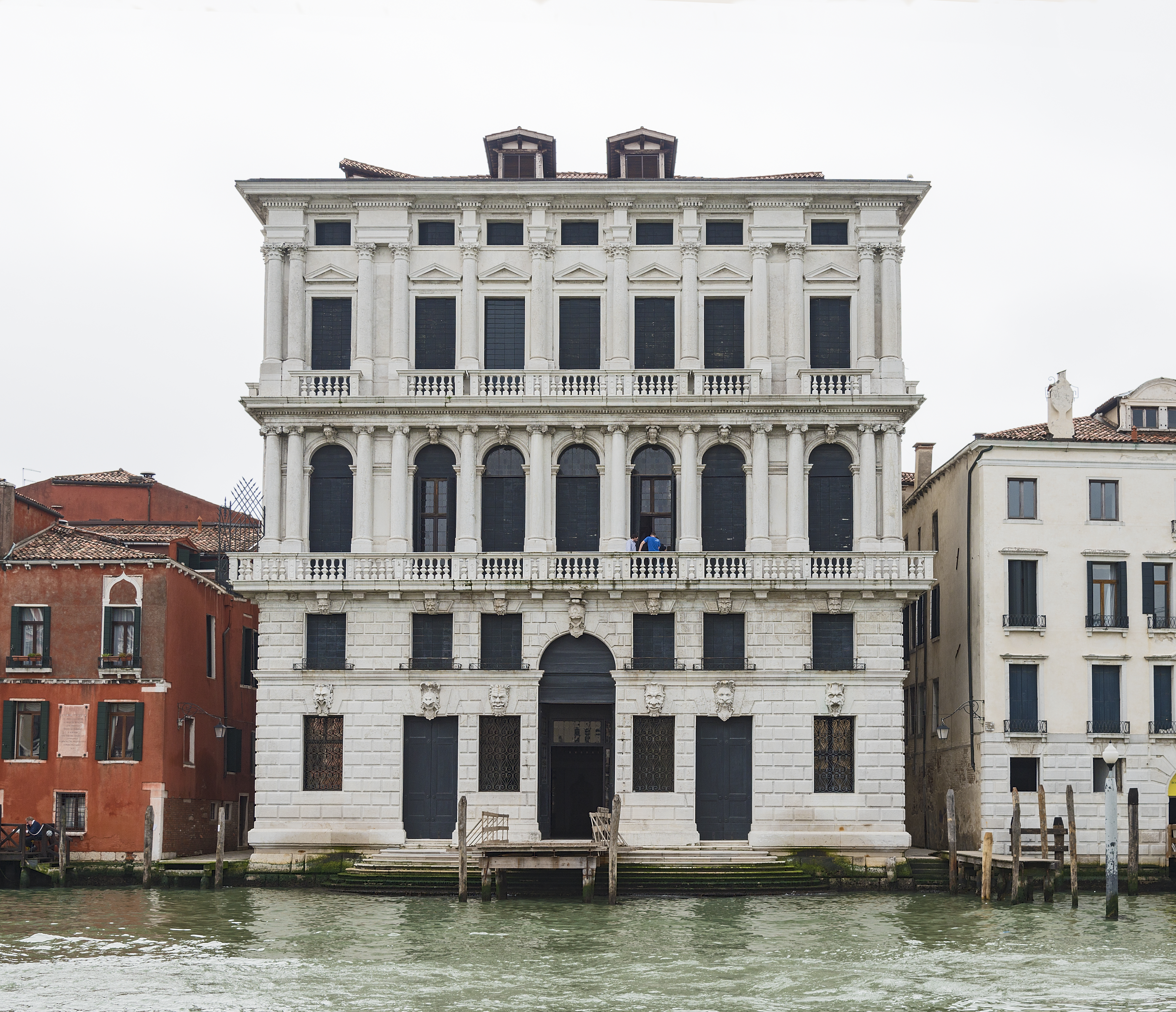
Ca’ Corner della Regina, Fassade zum Canal Grande

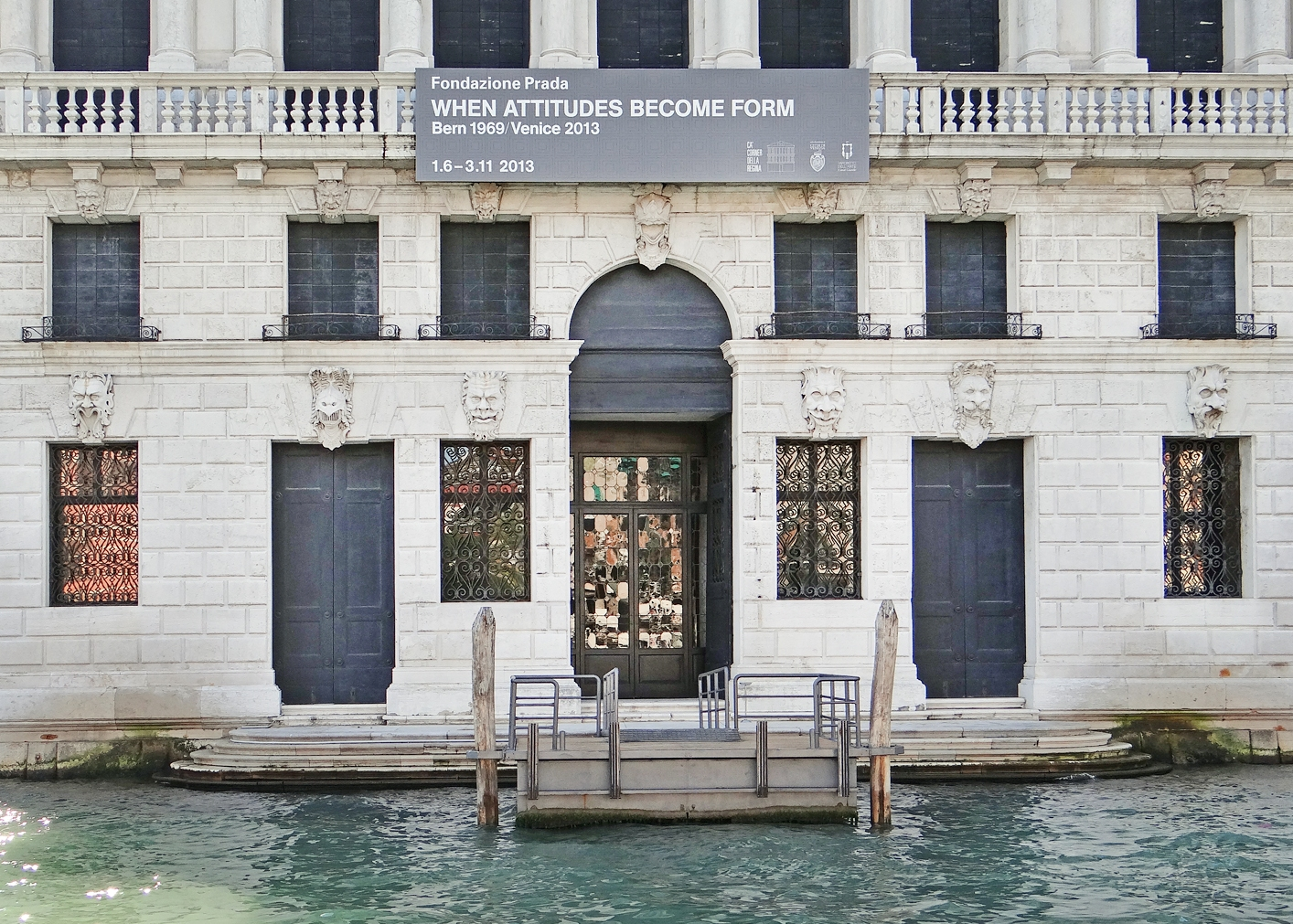
Ausstellung 2013

Ca’ Corner della Regina ist ein venezianischer Palast, der im Sestiere Santa Croce am Canal Grande liegt.

## Geschichte
Die Familie Corner oder Cornaro gehörte zu den ältesten Patrizierfamilien Venedigs, die ihren Ursprung bis zu den Römern zurückführte. Caterina Cornaro, Königin von Zypern, wurde 1454  in einem kleineren gotischen Palast, der an der Stelle des heutigen Gebäudes stand, geboren.  Von ihr leitet sich der Beiname „della Regina“ her. Der heutige Barockbau ist wesentlich größer und entstand nach dem Kauf mehrerer benachbarter Gebäude. Er ist einer der letzten Großpaläste Venedigs. Der Bau wurde von dem Architekten Domenico Rossi 1724 bis 1727 für den Prokurator von San Marco Andrea Corner (1671–1743) errichtet. Wegen der komplizierten Grundstücksverhältnisse wurde der Bau mehr in die Höhe als in die Breite ausgeführt.
Catterino Cornaro, der letzte des Zweiges der Corner von S. Cassian, vermachte den Palast Papst Pius VII. Das Gebäude wurde dann ein Monte di Pietà und schließlich Sitz des historischen Archivs der Biennale von Venedig. Nach einer gründlichen Restaurierung in den Jahren 2004 bis 2006 wurde der Palast von der Gemeinde Venedig zum Verkauf ausgeschrieben.
Seit 2011 hat die Fondazione Prada einen Nutzungsvertrag mit der Stadt Venedig und nutzt das Haus für Wechselausstellungen.

## Beschreibung
Die in der Nähe gelegene Ca’ Pesaro von Baldassare Longhena diente offensichtlich als Modell für die Ca’ Corner della Regina. Dies fällt vor allem bei der Anordnung der Fenster an der Seitenfassade auf. Der Palast hat eine schlanke Fassade, mit einem hohen zentralen Tor. Erdgeschoss und Mezzanin sind in Rustika-Manier aus istrischem Kalkstein ausgeführt. Der Palast hat zwei Piani nobili, der erste mit ionischen, der zweite mit korinthischen Säulen geschmückt Die erhaltene Innenausstattung des späten 18. Jahrhunderts stammt u. a. von Giovanni Scajario und Costantino Cedini.